# Enric Miralles
Enric Miralles i Moya (* 12. Februar 1955 in Barcelona; † 3. Juli 2000 in Sant Feliu de Codines bei Barcelona) war ein katalanischer Architekt.

## Leben
1978 machte Miralles sein Examen an der Escola Tècnica Superior d'Arquitectura (ETSAB) in Barcelona. Von 1973 bis 1978 arbeitete er im Architekturbüro von Albert Viaplana und Helio Piñón und war dort – unter anderem – am Plaça dels Països Catalans, dem Vorplatz für die Estación Sants beteiligt. Nach mehreren gewonnenen Architekturwettbewerben gründete er 1984 mit seiner Partnerin Carme Pinós ein eigenes Büro in Barcelona, das sie bis 1991 gemeinsam führten. Innerhalb der aufstrebenden spanischen Architekturszene der späten 80er Jahre, erregten seine ungewöhnlichen Bauten auch internationales Aufsehen. Aus gewonnenen Wettbewerben im In- und Ausland resultierten zahlreiche Aufträge, darunter auch in Deutschland. Nach der Trennung setzten Miralles und Pinós die Arbeit in jeweils eigenen Büros fort.
1993 gründete Enric Miralles mit seiner neuen Partnerin, der italienischen Architektin Benedetta Tagliabue, unter dem Namen Miralles Tagliabue EMBT ein neues Architekturbüro. Sie realisierten zahlreiche gemeinsame Projekte, die international große Anerkennung fanden. Enric Miralles starb im Jahr 2000 45-jährig an den Folgen eines Gehirntumors.
Tagliabue führt das Büro nach seinem frühen Tod unter dem Namen Miralles Tagliabue EMBT weiter. Wichtige Projekte, wie das schottische Parlament in Edinburgh oder das Hochhaus für die spanische Gasgesellschaft Gas Natural in Barcelona, wurden erst nach seinem Tod fertiggestellt.

## Architektur

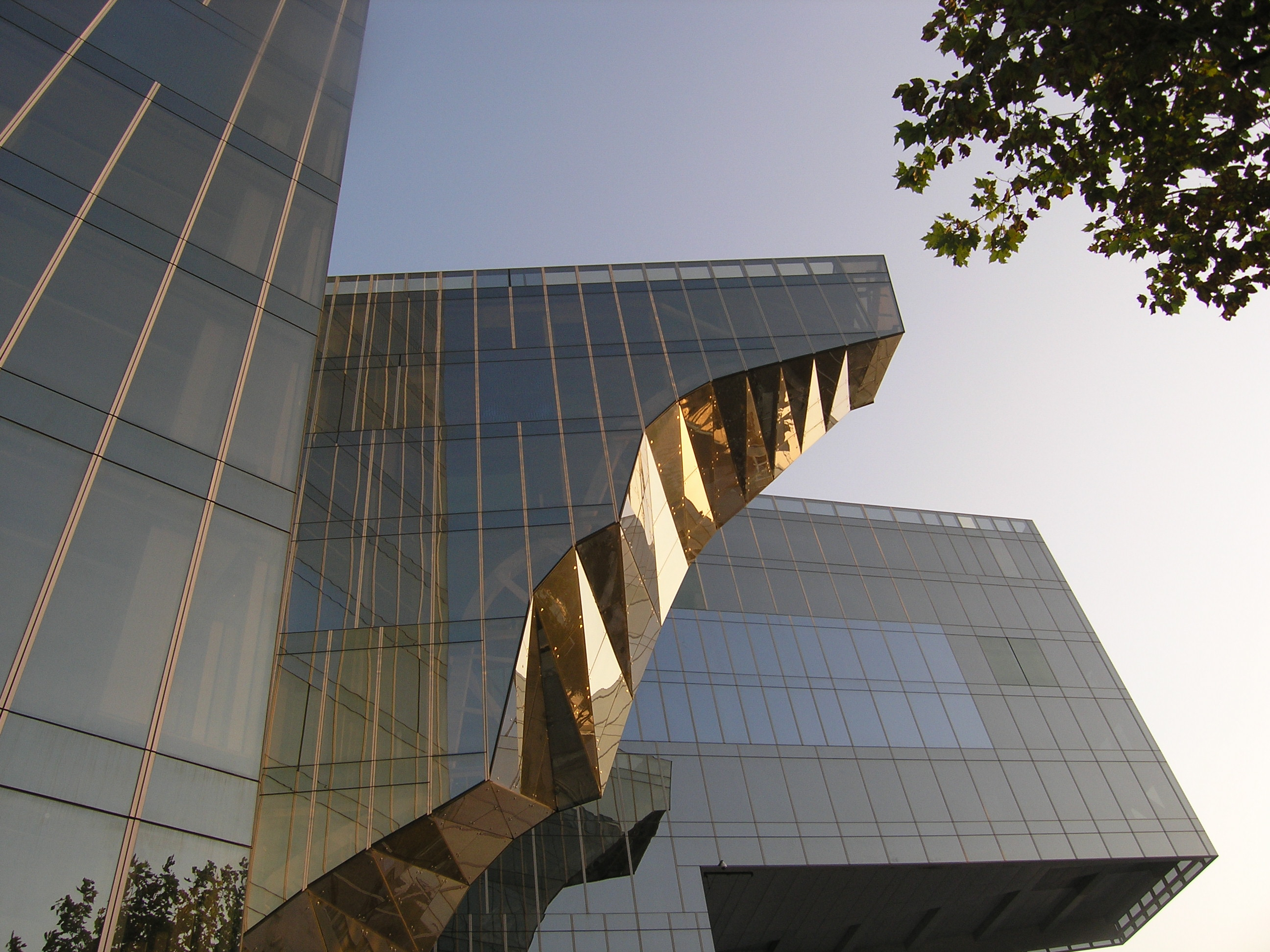
Torre de Gas Natural

Die Architektursprache von Enric Miralles lässt sich in ihrer Eigenständigkeit schwer in die Strömungen der Gegenwartsarchitektur einordnen. Sie ist sowohl von spanischen Architekten, wie Alejandro de la Sota, Josep Antoni Coderch und Josep Maria Jujol, aber auch von internationalen Größen wie Le Corbusier, Louis Kahn und Alvar Aalto oder dem Konstruktivismus der 20er Jahre inspiriert. Die frei geformten Bauten aus massiven Baustoffen und Stahl entstehen aus der Beziehung zur Umgebung und verbinden sich mit ihr. Formbildend sind die Konstruktion und die – oftmals ungewöhnlichen – Materialien mit ihren weitgehend naturbelassenen Oberflächen. Form und Material interpretieren den Ort, seine Traditionen und die vorgefundene Geschichte auf eine persönliche und poetische Art, wie ihm Kritiker bescheinigten. Ausgehend vom Städtebau oder der Landschaft strebte er an, ein Gebäude in seiner Gesamtheit, bis hin zur Möblierung und den Außenanlagen zu entwerfen. Der Ausführung der Details kam dabei eine ebenso wichtige Bedeutung zu wie der Großform. Beides wurde über eine Vielzahl von Zeichnungen entwickelt, die – neben zahlreichen Modellen – Hauptwerkzeug der Entwurfsarbeit waren und in ihrer Qualität eigenständig neben den Bauten stehen.

## Lehre
Enric Miralles war an zahlreichen Hochschulen als Lehrer tätig. 1985 wurde er Professor an der ETSAB in Barcelona, 1990 übernahm er die Klasse für konzeptionelles Entwerfen an der Städelschule in Frankfurt am Main. 1993 erhielt er einen Ruf nach Harvard, wo er den Kenzō-Tange-Lehrstuhl übernahm. Als Gastlehrer unterrichtete er an der Columbia-Universität in New York, der Princeton-Universität in New Jersey, der Architectural Association in London, dem Berlage Institut in Rotterdam, der Mackintosh School of Architecture in Glasgow und den Hochschulen von Buenos Aires und Mexiko-Stadt.

## Werk

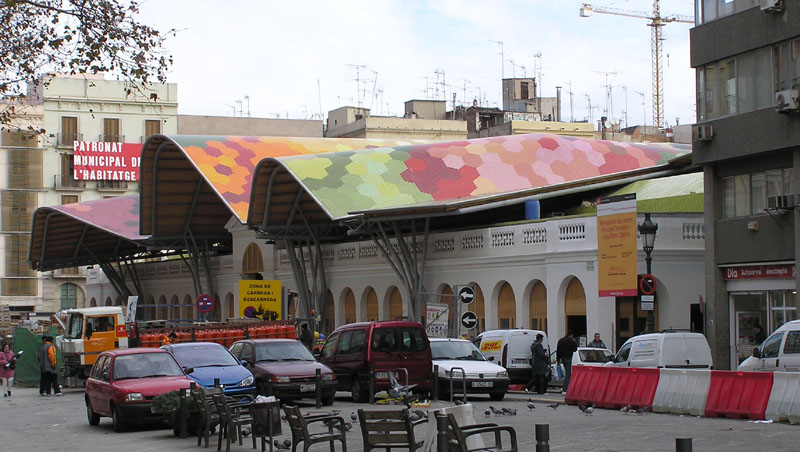
Mercat (Mercado) de Santa Caterina in Barcelona

### Bauten
In Zusammenarbeit mit Carme Pinós
- 1984 bis 1986 Schule La Llauna, Badalona, Provinz Barcelona
- 1985 Überdachung der Plaza Mayor, Parets de Vallés
- 1985 bis 1994 Friedhofsanlage Igualada, Provinz Barcelona
- 1986 bis 1992 Stadtteilzentrum in Hostalets de Balenya, Barcelona
- 1986 bis 1993 Internat in Morella, Provinz Castellón
- 1987 bis 1993 Stadtteilzentrum La Mina, Sant Adrià de Besòs, Barcelona
- 1988 bis 1992 Einfamilienhaus, Bellaterra, Barcelona
- 1989/91 Olympische Bogenschießanlage, Valle de Hebrón, Barcelona
- 1988 bis 1992 Sportzentrum in Huesca, Provinz Huesca
- 1990/91 Zentrum für Rhythmische Sportgymnastik, Alicante, Provinz Alicante
- 1990 bis 1992 Überdachung des Paseo Icario, Olympisches Dorf, Barcelona

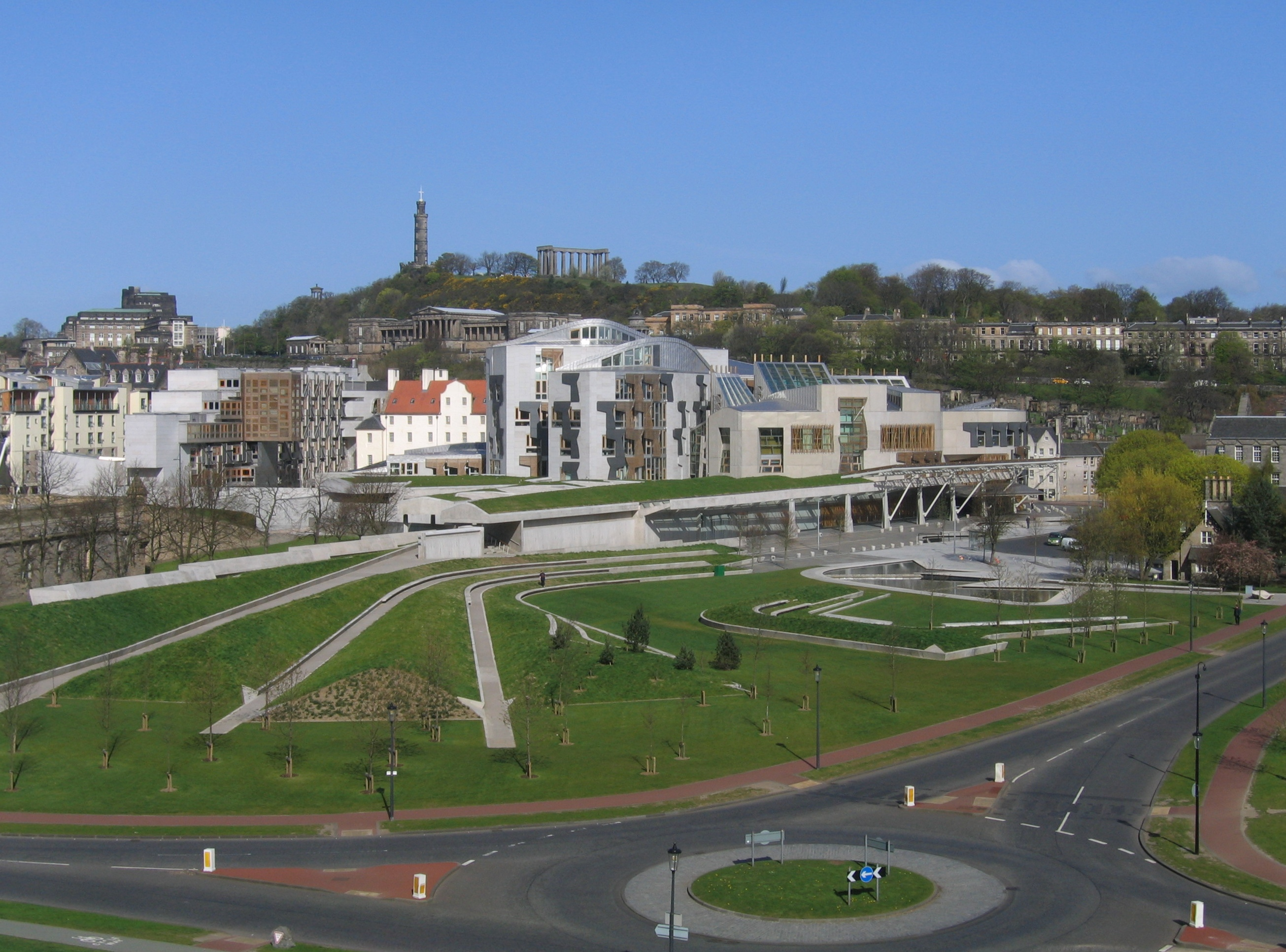
Außenansicht des Schottischen Parlamentsgebäudes in Edinburgh

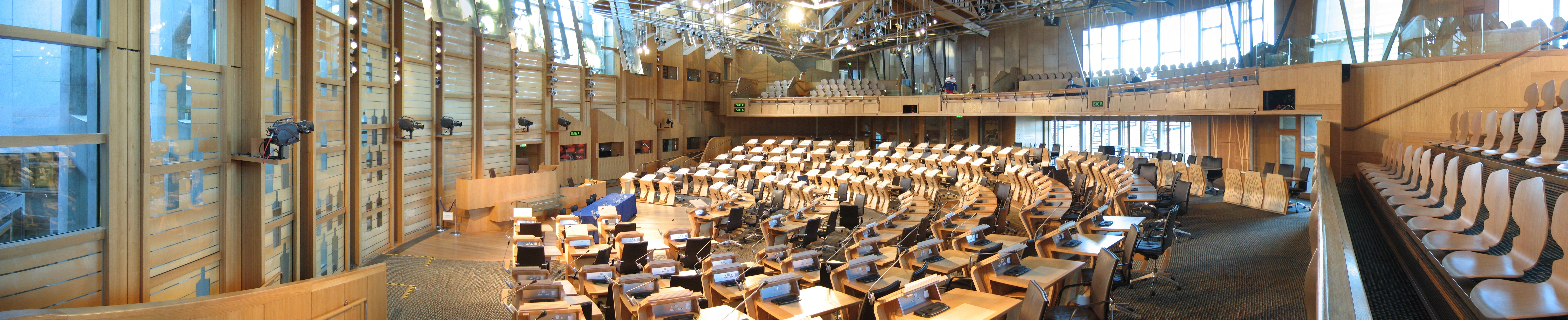
Sitzungssaal des Schottischen Parlaments

In Zusammenarbeit mit Benedetta Tagliabue
- 1995 Umbau eines Hauses in Barcelona
- 1996 bis 2000 Sechs Wohnbauten, Amsterdam, Niederlande
- 1997 bis 1999 Casa Trilla, Barcelona[1]
- 1997 bis 2000 Park Diagonal Mar, Barcelona
- 1997 bis 2000 Erweiterung Rathaus Utrecht, Niederlande
- 1997 bis 2001 Bibliothek in Palafolls, Barcelona
- 1997 bis 2001 Umbau Mercat de Santa Caterina, Barcelona
- 1998 bis 2000 Erweiterung der Staatlichen Jugendmusikschule Hamburg
- 1998 bis 2002 Schottisches Parlament in Edinburgh, Großbritannien
- 1999 Maretas Museum, Lanzarote
- 1999 bis 2001 Park Santa Rosa, Mollet del Vallés, Provinz Barcelona
- 1999 bis 2006 Torre Mare Nostrum, Hauptverwaltung der Gas Natural, Barcelona
- 2002 Freiraumgestaltung Westliche Hafencity Hamburg
- 2000 bis 2005 Neubau der Architekturfakultät Venedig, Italien

### Projekte
In Zusammenarbeit mit Carme Pinós
- 1985/86 Brücke in Lleida, Provinz Lleida
- 1987 Wohnungsbau El Vapor Vell, Barcelona
- 1988 Straßenüberdachung für die Expo 1992, Sevilla
- 1988 Einfamilienhaus in Girona
- 1989 bis 1992 Promenade in Reus, Provinz Tarragona

In Zusammenarbeit mit Benedetta Tagliabue
- 1993 Wettbewerb Sanierung Alter Hafen, Bremerhaven
- 1995 Stadion Chemnitz
- 1995 Stadion Dresden
- 1995 Laborgebäude für die Universität Dresden
- 1995 Straßenbahnhaltestelle in Frankfurt am Main
- 1996 Japanische Nationalbibliothek, Tokio, Japan
- 1996 Auditorium für die Universität Lübeck
- 1997 Pier in Thessaloniki, Griechenland
- 1998 Wettbewerb Erweiterung Friedhof San Michele, Venedig, Italien
- 1999 Wettbewerb Gerichtsgebäude in Salerno, Italien
- 1999 Universitätscampus Vigo, Provinz Pontevedra
- 2000 Wettbewerb Science Center Wolfsburg
- 2001 Wettbewerb Hauptverwaltung des California Department of Transportation, Los Angeles, USA

### Möbel
- Stuhl Sentada für Artespaña

## Auszeichnungen und Ehrungen
- 1985: FAD-Preis (Fomento de las Artes y del Diseño).
- 1992: FAD-Preis (Fomento de las Artes y del Diseño).
- 1995: Spanischer Architekturpreis (Premio Nacional de Arquitectura de España) für ein Internatsgebäude in Morella.
- 1996: Goldener Löwe für die beste Interpretation der Ausstellung bei der 6. Internationalen Architekturbiennale Venedig.
- 2002: Niederländischer „Bouwprijs“ für das Rathaus in Utrecht, Niederlande.
- 2005: RIBA Stirling Prize für das schottische Parlament.

Seit 2001 wird auf der Spanischen Architekturbiennale der Enric Miralles Award for Young Professionals verliehen. Der Preis wurde von der Caja de Arquitectos (= Haus der Architekten) in Erinnerung an den verstorbenen Architekten aus Barcelona gestiftet.